# المرابظ (تريم)
'

تعديل مصدري - تعديل

المرابظ هي إحدى قرى عزلة تريم بمديرية تريم التابعة لمحافظة حضرموت، بلغ تعداد سكانها 3 نسمة حسب تعداد اليمن لعام 2004.